# 鸦片灯

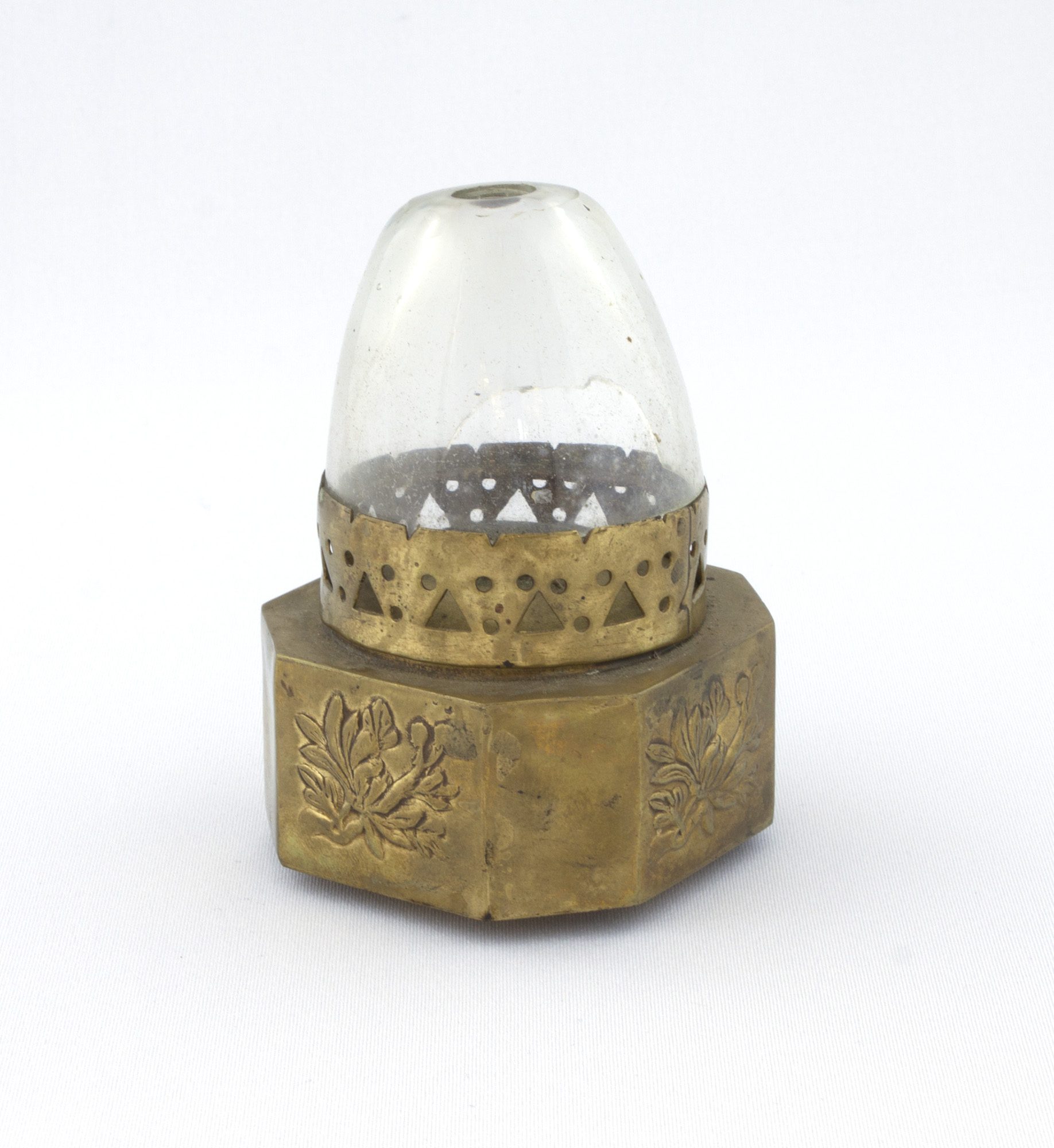
20世纪50年代作为纪念品而生产的一盏鸦片灯，目前收藏于加拿大不列颠哥伦比亚大学。

鸦片灯，又称烟灯、毒灯，是一种用于加热鸦片的油灯。与一般照明用油灯的不同，鸦片灯通过漏斗形的灯罩向上集中热量，并将烟枪内的鸦片丸化为烟雾，便于吸毒者吸食。据考证，鸦片灯、烟枪等吸食鸦片的工具早在18世纪便在中国出现。
鸦片灯的灯座由金属制成，有些会以景泰蓝装饰。灯罩一般以玻璃制成，也有部分高档品以中国清朝生产的琉璃（英语中称作“Peking glass”，即“北京玻璃”）制成，这种鸦片灯更受藏家追捧。
在1949年之前，中国大陆是鸦片灯的主要产地。至20世纪60年代，香港和东南亚仍有小规模的鸦片灯生产。由于历次大规模禁毒运动，目前存世的鸦片灯较为稀少。